# エアマスター
『エアマスター』（AIR MASTER）は、柴田ヨクサルによる日本の漫画、また同作を原作としたテレビアニメ。
『ヤングアニマル』（白泉社）にて、1996年22号から2006年6号まで連載された、女子高生コメディ格闘アクション。ギャグシーンや異常なキャラクターが次々に登場する異色格闘漫画だが、独特なバトル描写・独白がちりばめられた個性的な格闘シーンが繰り広げられる。単行本はジェッツコミックスより、全28巻。前作『谷仮面』の登場人物も何人か登場する（多くはゲストかおまけ漫画での登場だが、皆口由紀や静菜のように本編に主要キャラクターとして登場している例もある。なお、主人公の谷も1巻のおまけ漫画に登場している）。また、次作『ハチワンダイバー』にも、世界設定の関連性は明確にされていないが、『エアマスター』の登場人物が登場している。

## ストーリー
「エアマスター」と呼ばれる連戦連勝、無敵のストリートファイター。その正体は、相川摩季という女子高校生だった。格闘家の父と体操選手の母から才能を引き継いだ彼女は、華麗な空中殺法の使い手へと成長し、ある種の伝説を作る存在にまでなっていた。
本作品では個性的な仲間たちとの友情、次々と現れる極めて個性的なライバルたちとの出会い・戦いの遍歴が描かれる。
ストーリーは導入となる「ストリートファイト四天王編」、北海道からやってきた不良集団とのバトルを描く「黒正義誠意連合編」、摩季がプロレスの舞台で戦う「女子プロレス編」、路上格闘家のランキングをめぐる「深道ランキング編」と展開し、最後にそれまでに登場した人物の多くが参加するバトルロイヤルが展開され、そこで終幕となった。

## 登場人物
相川 摩季（あいかわ まき）
声 - 朴璐美
主人公。身長184センチメートル。B88・W60・H87。16歳。「エアマスター」と呼ばれるストリートファイターで、戸的高校に通う女子高生。短い髪とピアスがトレードマーク。プロの格闘家・佐伯四郎を父親に、元体操選手・相川智を母親に持つ。幼少のころから、母から体操の指導を受けており、「体操の女王」呼ばれる程、体操選手として将来が期待されていたが、体操選手としては高すぎる身長のせいで着地を失敗することが多くなり、母を亡くしたことを機に引退する。傷心の中、ストリートファイトを目の当たりにし、ストリートファイトに体操をしているときと似た高揚を感じ、以後、多くのファイターたちと戦いを繰り広げていく。頭はあまり良くなく、料理は絶望的に下手。『ガラスの仮面』を愛読している。人見知りする性格で、幼いころから友人ができなかったため、高校生になってできた友人である美奈たちのことは大切に思っている。美奈や時田、坂本らに好意を寄せられているが、本人は色恋沙汰には疎いようである。「戦い」に関しては人一倍の興味と好奇心を持っているが、戦いにのみ没頭していく、もう1人の自分ともいうべき「エアマスター」の存在に、戸惑いを感じている。
バトルロイヤルでは皆口、坂本・時田を倒した後、十五漢渺茫と対戦。先の3人との戦いで急成長し、十五漢渺茫とも互角に戦うが、急成長した力に体がついていけず敗北、意識はあるが体が動かない状態となる。そして深道クエストで死闘を繰り広げ、ついには壮絶に散った深道を見て、暴走した渺茫と闘い「エアマスター」ごと消えようと決意する。屋敷の勁と過去のライバルたちの思念により再び立ち上がるが、完調とはいえずに暴走した渺茫にあっさり吹き飛ばされたが、深道の「言葉」の力と過去のライバルたちの思いにより「これ以上は無いエアマスター」として復活、暴走した渺茫を降す。その後、過去の渺茫たちの思念体と精神世界において雌雄を決し、その全てを打ち破る（テレビアニメ版では、過去の渺茫たちの闘いはなく、渺茫との闘いもはっきりとした結末は描かれないまま、摩季自身が負けを認めている所で終了している）。
通称通り、両親譲りの運動神経と格闘センス、体操の経験を基に、高い跳躍力、身のこなし、強力な足技による空中殺法を操る。相手の攻撃に合わせて後ろに跳ぶ、空中で旋回するなどによって、その衝撃を吸収してしまうのが得意。技術の吸収にも長けており、かつての対戦相手の技を繰り出す。空気の流れを感じ取れるようになり、目に頼らずとも相手の動きに対応できる。空中で相手の首を両足でホールドし、スピンして首をひねった後、片足をキャッチして投げ飛ばし、頭から地面に叩きつけ、同時に膝関節を破壊する必殺技「エアスピンドライバー」を持つ。後に、時代劇映画のチャンバラからヒントを得た、両足で相手の首を刈り取る必殺技「エア・カット・ターミネーター」を編み出す。
『ハチワンダイバー』にも、後述の皆口由紀の回想シーンと、最終話で皆口由紀が希望した闘う相手として登場している。
中ノ谷 美奈（なかのたに みな）
声 - ゆかな
資産家の娘で摩季たちとは別の名門高校に通っている。身長165センチメートル。B105・W61・H92。16歳。容姿端麗でなおも成長中の巨乳を持ち、麗一を初めとする多くの男を魅了し、全国の巨乳ファンが同人誌を作る程の存在だが、本人にとってはコンプレックスとなっている。成績は良く、日本舞踊なども嗜んでいる令嬢。生まれや育ちを鼻にかけず、摩季たちとは良い友人関係を築いている。摩季に対して恋愛感情を抱いている。弱気な性格で泣き虫だが、摩季が関わる事柄に対しては凄まじい行動力を見せる。
乾 蓮華（いぬい れんげ）
声 - 金田朋子
摩季と同じ高校に通う女子高生。身長138センチメートルで年の割にかなり身長が低く、連載初期はそうでもなかったが、話が進むにつれて3頭身化していった。B62・W50・H60。16歳。かなりの大食漢であり、食べ物に対する執着心は強い。霊感が強く、降霊術を使うことができる。子供じみた言動が多く、その体格と相まって、周りからはよく子供扱いされており、崎山香織からは「バンビーノ」と呼ばれていた（イタリア語で「赤ん坊」という意味）。学業は極端に苦手でおまけページでは1ケタ台の赤点を取った様子が描かれた。根は心優しく、人懐っこい性格から、月雄、崎山などの個性的な人物とも親しくなった。仔猫の「ケッサク」とはいつも一緒。冥冥、未刊という名のよく似た妹がいる。
滝川 ユウ（たきがわ ユウ）
声 - 鈴木麻里子
摩季と同じ高校に通う女子高生。身長164センチメートル。B87・W59・H88。16歳。父親が空手道場を開いており、彼女も空手を嗜んでいるため、そこらへんの男よりは十分強いが、摩季には劣る。ストリートファイターに絡まれて打ちのめされた際にみちるたちと共に摩季と初対面を果たす。成績はあまり良くない。苦手なものは親父の涙。趣味・特技は格闘ゲームで、国内でも十指に入る強さらしい。みちるとは馬が合うのかよく話している。
川本 みちる（かわもと みちる）
声 - 浅野真澄
摩季と同じ高校に通う女子高生。身長163センチメートル。B80・W56・H82。16歳。貧しい中、バイトをしながら弟妹の面倒も見るしっかり者で、成績優秀。生活もかかっているパチンコの腕はプロ級であり、格闘ゲームではユウと互角の強さ。堅実な人との結婚を夢見ており、相手は時田しかいないと考えている。
時田 伸之助（ときた しんのすけ）
声 - 関智一
摩季と同じ高校に通うストリートファイター。幼少から武術を嗜んでおり、礼儀正しく真面目な優等生で、偏差値は72で、これを見込まれ浦木から勉強仲間になることを半ば強要されたこともある。祖父母と共に寺で生活している。ファイトして以来、摩季に好意を抱くようになるが、奥手であり、なかなか告白に踏み出せない。顔立ちが整っており、そのストイックな性格もあってか異性から好意を寄せられることが多いが、本人は摩季以外は眼中にないようである。摩季にふさわしい男になろうと奮闘するが、敗戦を繰り返すようになる。修行のためインドへと渡り、そこで1つの答えに辿り着く。日本へ帰国後、深道ランキングの上位ランカーを倒し、3位の小西すら一蹴してその実力を見せ付ける。
バトルロイヤルでは小西と再戦し勝利するが、左足のアキレス腱を断裂。その後、己の全てを賭けて摩季に挑むが、完敗する。
インド修行前後で格闘スタイルが大きく異なる。修行前は、はめ込み式の三節棍を武器に、多角的、変則的な軌道の攻撃を得意としていた。しかし丸腰になると弱く、本人曰く「功夫は小学生並」。虚実を交えた攻撃で相手の不意を突く「無影棍」などの技を持つ。後に棍を封印し、功夫を一から練り直すことを決め、黒正義誠意連合編では素手でも戦えるようになっており、同時に酔拳の達人となっていた。インドでの過酷な修行を経て、変則的な動きで相手に自分を捉えさせない「同撃酔拳」を完成させる。相手の全攻撃にカウンターを与えることができ、その強烈な攻撃は小西曰く「一つの巨大なパンチ」であり、「食らえばどんな化け物ですら倒れる」とのこと。
アニメ版では深道バトルロイヤルまで話が進まないため帰ってこない。
佐伯 四郎（さえき しろう）
声 - 古川登志夫
「軟派な精密機械」の異名を持つプロの総合格闘家で、摩季とみおりの父親。その名の通り卓越した格闘技術を持つ。私生活ではきわめて女性関係にだらしがない。作中ではジュリエッタのパワーや小西のテクニックの前に完敗しているが、バトルロイヤル中に妻から離婚を言い渡され、束縛がなくなったことで大幅にパワーアップして、シズナマン2（金次郎）を装甲ごと粉砕する。「十五漢渺茫」となった渺茫相手にも善戦し、マウントポジションをとるなどプロの意地を見せた。
ジュリエッタとは飲み友達。ジュリエッタが摩季と結婚することは認めている様子。
佐伯 みおり（さえき みおり）
声 - 広津佑希子
摩季の異母妹。母は女優である深加。幼いながらもその格闘センスはかなりのもので、しっかりと父親の血を受け継いでいる。美少女格闘家を自称する自信家。カイに良くなついている。姉のことは尊敬しているが、しょっちゅうバカ呼ばわりしている。両親の離婚の際は悲しんでいたが、四郎と一緒にファミレスに行くときははしゃいでいた。

### ストリートファイト四天王編
崎山 香織（さきやま かおり）
声 - 土井美加
自称：未来のスーパー・モデル。身長179センチメートル。B86・W58・H85。20歳。当初はアルバイトを転々としつつモデルや深夜番組のアシスタントなどを行うことで芸能活動の下積みを行っていた。摩季の最大のライバルを自負している。その性格はどこまでも高飛車で傲慢。ストリートファイターではなかったが、摩季に挑むため路上の戦いの世界に入り、太極拳で戦う。ストーリー中盤で屋敷から浸透勁「双按」を学ぶが、感情が激昂したときにしか成功しない。女子プロレス編後は実緒とタッグを組み、再びチャンピオンとなっている。摩季に何かと勝負を挑んでくるが、それは単なる敵対心ではなかった。最終巻では念願がかなってハリウッドデビューを果たしている。
ルチャマスター
声 - 石塚運昇
ストリートファイト四天王の1人で、本職はプロモデラーの39歳という変り種。ファイターとしての在り方や、男としての在り方を語るなど、その性格は熱い。サンパギータ・カイの年の離れた兄であり、妹にプロレス英才教育を施したらしい。名前はメキシコのプロレス「ルチャリブレ」に由来するもので、その名の通り空中殺法を得意とする二重マスクマン。職業柄か、かなりのガンダムオタクらしく、自分のことを最終回のガンダムに例えたり、カラオケでガンダムの主題歌を予約したりする。作中で摩季に初めてダメージを与えた初期の強敵だが、その後は金次郎の左腕を折ったこと以外はさほどの戦果はなく、ランキング7位の深道信彦やインド帰りの伸之助などに完敗する。最終的なランキングは21位。浦木には勝てるが、山木田とは相性が悪い。
浦木（うらき）
ストリートファイト四天王の1人で、サブミッションの使い手。東大を目指しているもののすでに8浪している。一時期、伸之助に付きまとっていた。山木田には勝てるが、ルチャマスターとは相性が悪い。
深道バトルロイヤル後は月雄が買い取ったアパート月雄荘月雄荘の住人となっているが鬼気迫る対応で家賃は東大合格まで待たせている。
山木田（やまきだ）
ストリートファイト四天王の1人で、仕事はライフセーバー。砂場においての戦いが得意で、ルチャマスターや月雄、伸之介の打撃攻撃をものともしないほどタフ。ルチャマスターには勝てるが、浦木とは相性が悪い。
深道バトルロイヤル後は月雄が買い取ったアパート月雄荘の住人となっているが居留守を使って家賃は滞納している。
坂本 ジュリエッタ（さかもと ジュリエッタ）
声 - 堀内賢雄
ストリートファイト四天王の1人で、四天王最強の人物。職業はゴーストライターで、年齢は27 - 28歳。内海美加・野々楽子・石毛まさみという3人の女性と半同棲しているが、その扱いはかなり冷淡。沢田研二の歌をよく口ずさんでいる。両手をズボンのポケットに突っ込んだまま強烈な蹴りを放つという戦い方で、予備動作なしで最大の威力の蹴りを放つことができる。「エンドルフィン」「アドレナリン」を自由に操作できると発言している。摩季に一目惚れし、自分の理想の女性ジェニーと重ね、愛情の全てをぶつけきって敗北。その後、当人のあずかり知らぬうちに深道ランキングに登録され、7位の深道信彦を瞬殺、3位の小西と引き分ける。
実は高度な「気」の使い手で、深道ランキング3位の小西と戦った際には両足の靭帯と右腕の関節を破壊された状態で立ちあがり小西を圧倒する。その気の錬成は摩季を目の前にした場合だと普段の2倍は力が出るらしい。最終話では、摩季の反撃により満身創痍になりながらも結ばれる。その際に摩季は子供を身ごもり、後にジュ季（後述）を出産しているが、テレビアニメ版では結ばれる前に摩季に叩きのめされ病院送りにされている。
武 月雄（たけ つきお）
声 - 植村喜八郎
工事現場で働きながらストリートファイター狩りをしている男。パワーを生かした技が得意で、掘削機のようにパンチを加速して連打する百壱裂拳という必殺技を持つ。初期の実力者だったが、深道ランキング編のころから強敵が増えたため敗戦が多くなる。屋敷とは従兄弟同士で、昔は関西で暮らしていたらしい。実家は大勢の兄弟がいる大家族。「頑丈だけがとりえです。お母さん、ありがとう」と自分でも言うようにきわめてダメージ耐性が高い。そのおかげで深道ランキング24位の馬場を麗一とのコンビプレイで倒したり、元1位の渺茫相手に勝てないとわかりつつも何度も立ち向かう勇姿を見せた。最終章では十五漢渺茫に相撲勝負を挑み、深道のテンションを上げるのに一役買っている。バトルロイヤルで獲得した賞金で住んでいたアパートを買い取って大家になったが、住人の浦木や山木田、小西兄弟といった連中には居留守を使われてばかりで家賃はほとんど回収できていないようである。
三島 麗一（みしま れいいち）
声 - 阪口大助
BMX（チャリ）に乗って戦うストリートファイター。鍵っ子で、いつも月雄の家で一緒に朝食を食べている。美奈に好意を寄せている。黒正義誠意連合編で最後まで美奈を守れず、自分の弱さを改めて思い知る。ルチャマスターの言葉により意志の強さを取り戻すが、黒正義誠意連合編以降はストリートファイトより恋愛に興味を持ち出し、すっかりやられ役となる。深道ランキングでは月雄やルチャマスターもランキングに参戦したが、麗一は負けてランキング入りできていない。ステータス上では深道ランキングの上位ランカーと互角であるが、ツメが甘く、BMXが戦闘に耐えられずすぐに破壊されるため、実力を発揮できていない。自称「BMXに乗れば動きはエアマスターより早い」。BMXに乗らなくても、合コンに来ていた男子高校生4人を瞬殺するほどのケンカの実力はある。最終話では月雄が買い取ったアパートで一人暮らしを始めた模様で、唯一家賃を払い続けている。

### 黒正義誠意連合編
北枝 金次郎（きたえだ きんじろう）
声 - 伊藤健太郎
黒正義誠意連合のリーダー。その強さと男気により、仲間から尊敬されている（一部からは求愛されている）。上京した折に摩季と戦い、互角の勝負を繰り広げるが、エアスピンドライバーの前に敗北。その後、摩季を追って深道ランキングに参戦し、10位のカワハラ、9位のカイを撃破。しかし4位の由紀に完敗したことがきっかけで、久坂静菜によってシズナマンへと改造される。それにより浸透勁による攻撃やシゲオの一撃をも無効化する装甲と、凄まじい攻撃力を手に入れるが、同時に持ち前の根性を失ってしまう。シズナマンとして臨んだバトルロイヤルでは尾形、佐伯に連敗。しかし、リーの「安いプライド」に触れ、トレードマークのハチマキを身に着けることによって精神面の復活を遂げる。直後に十五漢渺茫に戦いを挑み敗北するが、彼に脅威を感じさせるほどの実力を見せた。
『ハチワンダイバー』にも、最終話にて菅田健太郎と将棋で対戦する真剣師として登場している。
長戸（ながと）
声 - 郷里大輔
黒正義誠意連合の一員。天井に届く程の長身と長い手足を活かした長拳の使い手。男だが、金次郎を本気で愛しており、金次郎に近寄る女たちを影から殴り飛ばして排除してきた。強さはトップファイターにはおよばないが、その耐久力は作中でもトップクラス。バトルロイヤルでは佐伯、ジュリエッタ、リーなどトップクラスの破壊力を持つファイターに何度倒されても立ち上がり、十五漢渺茫の打撃を数発受けても何度でも復活するほどのタフネス。ノッた時の実力は確かで、バトルロイヤルの序盤で、金次郎を失神させた尾形を、その持前のタフさで撃破している。
変態性も作中でトップクラスであり、変人には慣れている深道でさえ理解不能と評した。「男でも子供ができるのを知っているか?」などと発言し、気絶している金次郎の乳首を吸おうとするなどの怪しい行動を取る。ジュリエッタとはどこかシンパシーを感じるところがあるようだが、ジュリエッタには否定されている。
『ハチワンダイバー』にも、最終話にて菅田健太郎と将棋で対戦する真剣師として登場している。
花井（はない）
声 - 高塚正也
黒正義誠意連合の一員で、橘とのコンビネーションを使う。アニメ版では第1話に橘とともに登場し、摩季に秒殺される。
橘（たちばな）
声 - 龍谷修武
黒正義誠意連合の一員で、花井とのコンビネーションを使う。花井より一回り強く、一度に3本の煙草を吸うヘビースモーカー。強い相手に対して「おもしれェ!」と言うことが多い。アニメ版では第1話に花井とともに登場する。
佐山（さやま）
声 - 稲田徹
黒正義誠意連合の一員。伸之助の棍を素手で折るなど、それなりの実力者。美奈を「THE女だ」などと言って拉致し、金次郎に無理やり「紹介」しようとしたなど、それなりに金次郎に対して忠誠心はある模様。ただし、怒った金次郎に制裁を受け、彼と一緒に美奈を返しに行った。
巌流（がんりゅう）
黒正義誠意連合の一員で、サンボの達人のはずだが摩季は元よりみおりのスピードにも対応できず、いいところがなかった。
カリコロ
黒正義誠意連合の一員で、カポエイラの達人。登場時は名前が不明で、作品末期の単行本描き下ろしにおいてようやく明らかになった。

### 女子プロレス編
サンパギータ・カイ
声 - 石塚理恵
ルチャマスターの妹で、リングネームはスカイスター。幼少のころからプロレス英才教育を施されたようである。18歳。未だに超のつくアイドル好き。エアマスター率いるファミレスラーズに敗れるまでは師匠の早瀬実緒と全国タッグチャンピオンまで登りつめていた。その後は早瀬の計らいでタッグを解散し、深道ランキングに参戦する。屋敷（当時9位）には勝利するが金次郎（当時10位）に敗北。一度プロレス界に戻り、トミコとタッグを組んで崎山と実緒のタッグを倒し、再びチャンピオンに返り咲く。原作では途中、摩季たちによってアパートを壊され、追い出される悲劇に見舞われている。バトルロイヤルでは中盤でエアマスターに敗北するも、終盤に渺茫を倒すために深道たちと共に戦うが、深道の正体を知って1人で舞い上り、単身で渺茫に突っ込んで、玉砕した。兄同様に求道者的な格闘家であり、プロレス最強の名の下に戦う。作者が最も好きな女性キャラクター。
深道バトルロイヤル後は月雄が買い取ったアパート月雄荘の住人となっており、共に深道クエストに参加したため1100万円はあるはずだが他の住人と同じく居留守を使って家賃は滞納している。
早瀬 実緒（はやせ みお）
声 - 葛城七穂
カイのプロレス時代の師匠。カイからは実の姉のように慕われている。「ゾンビ」と称される程のタフさで女子プロレス界にその名を轟かせた。ファミレスラーズに負けてから、カイをさらに成長せるためにタッグを解散。その後は崎山と組んでチャンピオンに返り咲く。ネーミングセンスの悪さは人並み外れており、カイのリングネームを納得させるのに10時間かかっているほど。愛犬の名は犬太郎。
芹口 トミコ（せりぐち トミコ）
声 - 夏樹リオ
ファミレスラーズを結成し、崎山と摩季を女子プロレスに巻き込んだ張本人。登場時の実力は崎山と互角だが、摩季に瞬殺されたばかりか女子タッグトーナメント前に全治1か月のケガを負わされたことで、代役として摩季がプロレスデビューすることになった。後にパートナーを探していたカイに捕まって猛特訓を受けさせられ、実緒&崎山組と対戦。本人は開始8秒で倒され担架で運ばれるが、残ったカイが1人で試合に勝利したため、晴れてタッグチャンピオンの座を獲得できた。
深道バトルロイヤル後は月雄が買い取ったアパート月雄荘の住人となっているが居留守を使って家賃は滞納している。
的場 花美（まとば はなみ）
声 - 橘U子
崎山の元同級生で、女子タッグトーナメント一回戦の相手。崎山とは深い因縁があり、過去を乗り越えた崎山の双按の初犠牲者となった。

### 深道ランキング編
深道（ふかみち）
声 - 子安武人
深道ランキングの主宰者。自称「弱者」であるものの、親指で相手の急所を穿つことにより確実にダメージを与える“鉄指功”や、撹乱の役目をする“花火”、相手の動きを先読みする“確定予測”を駆使して戦う、策略家タイプのストリートファイター。ゆえに、身体的能力で負けていても勝つことが多い。
打倒渺茫が彼の悲願であり、深道ランキングもそのために作成したものであった。常にサングラスと目深にかぶった帽子で顔を隠しているが、その正体はカイが愛してやまないアイドルの藪沢君（藪沢君と深道の登場は同じ回）。
バトルロイヤルでは摩季が渺茫に倒された後、深道クエストを開始、メンバーを集めて渺茫に挑む。渺茫との死闘で散っていく仲間たちの姿にテンションを最大限まで引き上げ、自身も満身創痍となりながら十五漢渺茫を撃破する。その直後、暴走した渺茫に敗れる。
その言葉は難解だが奥深いものが多く、這いずることしかできなかった摩季を言葉の力で復活させたこともある。
『ハチワンダイバー』にも、最終話にて菅田健太郎と将棋で対戦する真剣師として登場している。
鬼頭（きとう）
声 - 田中大文
深道ランキング編で度々現れる街の不良。「男とは?」を相手に問い続けて格好付けようとするが、全て裏目に出ている。その能力はBMXに乗らない麗一より弱い。
石井（いしい）
深道ランキング52位。カミソリパンチの使い手。
マキハラ
深道ランキング46位。アメフトタックルの使い手。深道ランキングの撮影のバイトもやっている。根は優しいが報われない男。全国に6人ファンがいる。
原（はら）
深道ランキング36位。蹴りの軌道が変則かつ強烈な空手使い。金次郎に敗れた後に修行し直したルチャマスターには、あっさり倒された。さらに深道バトルロイヤルではその妹であるカイにあっさり倒された。
馬場（ばば）
声 - 高塚正也
深道ランキング24位。ボクサータイプのストリートファイター。ボクサータイプではあるものの、完璧なストレートのみを求めるためか、ストレートばかり多用している。
深道（弟）とは仲が良いのか、よく行動を共にしている。ジュリエッタに話しかけただけで瞬殺されたり、バトルロイヤルで深道（弟）の巻き添えで倒されたり、本人の落ち度ではないのにひどい目に遭っている。
高橋（たかはし）
深道ランキング23位。松井、江藤とよく行動を共にしている。番外編で唯一、麗一に対して勝っている。借金があり、バトルロイヤル優勝賞金を手に入れたら返済をしようと考え、3人で隠れてやり過ごす作戦を実行するが、摩季に見つかった際には「他の奴に倒してもらえ」と見下されてしまう。タイムアップまで生き延び共に最後に残った屋敷と対峙するもあっさり3人とも撃退され、優勝を逃す。
松井（まつい）
深道ランキング22位。高橋、江藤とよく行動を共にしている。
江藤（えとう）
深道ランキング21位。高橋、松井とよく行動を共にしている。
岡島（おかじま）
深道ランキング17位。軍隊格闘技（マーシャルアーツ）の使い手。
戸叶（とかのう）
声 - 沼田祐介
深道ランキング15位。相手の膝を蹴りで狙撃してバランスを崩し、一撃必殺の正拳突きを決めるスナイパー空手の創始者。儀式として戦う前にあいさつをする。
また、あらゆるフェチを網羅しているカメラ小僧でもある（自称「巨乳メェ〜ニア（マニア）」）。
深道バトルロイヤル後は月雄が買い取ったアパート月雄荘の住人となっているが居留守を使って家賃は滞納している。
当初は本名不明だったが、終盤の単行本で本名が明らかになる。
パオ
深道ランキング14位。肥満体型だが、それに似合わない俊敏さを誇る。対戦相手の研究に熱心であり、ダブついた上着で相手の視界を奪って奇襲する戦法が得意。ブタといわれると怒る。
入来（いりき）
明確な順位は出ていないがパオより上位だった深道ランキングのランカー。暗器使い。摩季と戦う前にパオに負け、両腕を折られる。バトルロイヤルではパオと再び戦い、勝利している。
沢村（さわむら）
声 - 園部啓一
深道ランキング11位。地の達人、通称「アスファルトマスター」。ブレイクダンスをストリートファイトに応用している。徹底した地上戦でエアマスターに対抗した。後にランカー狩りと化した小西に左手を折られる。折れた腕を包帯で厳重に固定してバトルロイヤルに参戦し小西に雪辱戦を挑むが、鬼気迫る小西に恐れをなし何もできずに敗れる。
河原（かわはら）
声 - 野島健児
深道ランキング10位。ハメド・スタイルという特殊なスタイルで戦うボクサー。戦いをシューティングゲームと同様だとしている。深道ランキングに参戦した金次郎に敗北し、リザーバーに。後にランカー狩りと化した小西に両手足を折られて戦線離脱した。
ケアリー
声 - 稲田徹
深道ランキング8位。220キログラムもの体重を誇る巨漢。河原を倒した金次郎に対戦を呼びかけるが、そこに現れた屋敷と対戦することになり、話術による騙まし討ちを受けて8位を奪われる。その後は上位ランクに復帰することはなかったが、屋敷が「近づくのもしんどい」などと評価していた通りの実力は見せていた。張り手で攻撃を得意とし、大銀杏に似た髪型をしている。バトルロイヤルでは摩季に瞬殺された。
屋敷 俊（やしき しゅん）
声 - 田中一成
賞金を稼ぐために深道ランキングに参加している、相手の内臓に直接響く“浸透勁”の使い手。関西人で関西弁、女好き。ランキング9位として登場し、カイの居酒屋ボンバーの前に敗北するが、その後8位のケアリーを倒して返り咲いている。体力や体術的にはそれほど優れていないが、持ち前の根性と機転、話術などを駆使して、自分の最大の武器である“浸透勁”で勝負を決める格闘スタイル。ジュリエッタとの戦いでは、崎山に教わった太極拳を応用した受け流しを見せて奮戦するが、気を使い果たして敗北する。その後参加したバトルロイヤルでは、駒田シゲオと互角の勝負を演じ、渺茫にダメージを通すなど活躍し、最終的には優勝するまでに至った（渺茫がエアマスターといわば相討ちになったため）。
元々は深道の依頼に対する報酬やファイトマネー以外に収入を持たずヒモ生活を送っていたが、深道クエストの参加料100万円と渺茫撃退の報酬1000万円、さらに優勝賞金8000万円を手にしたことで予てよりの念願であるマイホーム購入を果たす。
深道ほどではないにしろ、奇襲や戦略に秀でており、一桁ランカーにふさわしい実力を持つ。その反面、ここ一番でヘタを打つ場合もある。ジュリエッタ戦では最後の一発に取っておいた気を使ってしまい、立ったまま失神。逆に深道クエストでは、渺茫に奇襲をかけ、蹴按で深刻なダメージを与えるといった大金星を挙げている。
従兄弟の月雄に小さいころいじめられており、浸透勁を習得したのも月雄を倒すためだった。いじめがトラウマとなっているため月雄には本来の実力を発揮できず、結局作中ではリベンジは果たせなかった。作者が最も好きな男性キャラクター。
浸透勁とは本来持続的に物理エネルギーが伝わる打撃の名称であり、貫通力のともなう打撃性質があるため、臓器にダメージを与えやすい。
駒田 シゲオ（こまだ シゲオ）
声 - 三木眞一郎
格闘ゲーム「バーチャルファイティンガー」のキャラクターであるアキオを師と仰ぐ、我流八極拳の使い手。ゲームの方も相当やり込んでおり、そちらの実力は作中最強。初登場時のランキングは6位。摩季との初戦では、双方本気ではなかったとはいえ勝利を収めたが、その後新必殺技「エアカット・ターミネーター」を身につけた摩季に一撃で沈められる。リーにも一撃で敗れた後、一時はリーのスタイルを真似て一撃にこだわる姿勢を見せていた。しかし、結局は人生の原点である“師匠”アキオに戻り、バトルロイヤルでは自分にアキオを降臨させて屋敷と戦い、深道に「珠玉（アート）」と言わせるほどの名勝負を繰り広げた。アニメでは、アキオのモデルとなった『バーチャファイター』の結城晶と同じ声優が起用されている。
深道バトルロイヤル後は月雄が買い取ったアパート月雄荘の住人となっているが居留守を使って家賃は滞納している（シゲオの場合、家賃催促時はヘッドホンしてゲームプレイ中だったため気づかなかった可能性もある）。
『ハチワンダイバー』にも、最終話にて菅田健太郎と将棋で対戦する真剣師として登場している。
尾形 小路（おがた こうじ）
声 - 緑川光
尾張忍者の末裔。深道ランキング5位で、エアマスターを敗北寸前に追い込むほど苦しめたが、新必殺技エアカット・ターミネーターに敗れた。足首だけを高速で動かして地面を滑るように移動したり、口笛の音で相手の三半規管を狂わせたりするなどの独自の能力を持つ。これらの能力を組み合わせることで変わり身の術や分身も使い、様々な格闘技を扱う渺茫すら見たことがない体術だと驚かせる。装備は静菜が提供している。
バトルロイヤルでは、金次郎を倒されて激昂した長戸の前にいったんは敗れたが、終盤に復活して深道たちと共に渺茫と戦った。悪霊祓いの術すら織り交ぜて善戦するが、最後は深道に勝負を託して散る。一人称は「拙者」だが、「深道クエスト」終盤のみ「俺」と言っている。
実は熱い性格をしており、渺茫との戦いでは思い違いをしていた深道を正した。
バトルロイヤルでは唯一手作り弁当と地元のお茶を持参していたが、飲食する前に長戸に敗北、残された弁当とお茶は佐伯四郎に食べられた。
『ハチワンダイバー』にも、単行本のおまけ漫画にて崩落する鬼将会ビルから転落する菅田健太郎を助ける人物として登場している。
深道 信彦（ふかみち のぶひこ）
声 - 松野太紀
通称“深道弟”。または“アホの方の深道”。強くて賢くてその上アイドルという非の打ち所のない兄を持つため、そうした呼ばれ方も半ばあきらめているらしい。変人揃いの登場人物の中では比較的常識人。深道ランキングの7位（初登場時）で、月雄、ルチャマスターを余裕で瞬殺するほど相応の実力はあるが、自己紹介中にジュリエッタに蹴り飛ばされてアーケードの屋根に埋められ、その後も摩季に簡単に倒され、決め台詞は滑り、必殺の宴会芸は場を盛り下げる。バトルロイヤルでは、危険性を理解しないまま会場に入ってしまったみおりを守るために参戦するが、みおりと決裂した姉の摩季によってリタイアさせられている。馬場とはよく行動を共にしている。
戦闘スタイルは兄と同じく花火を使い、打撃で倒すスタイルだが、ムエタイのような組んでからの膝蹴りを主に使う。ただのムエタイ使いと違い、レスリングスタイルのタックルにも組み合いで対応でき、頑丈さが自慢の月雄でさえ2発で倒している。
皆口 由紀（みなぐち ゆき）
声 - 小山茉美
深道ランキング4位。『谷仮面』に登場した格闘姉妹の姉。摩季が現れるまでは深道ランキング最強の女性であり、しかも得意な蹴り技を封印している。合気の技を駆使し、相手の力を利用したり体勢を崩したりした上で投げる技を多用していたが、先述のように蹴り技も得意で、貫手の威力も強い。初対決では摩季を威圧し、力で捻じ伏せて完勝。摩季以上の負けず嫌いで、通常時の精神面では摩季より強い。バトルロイヤルでは突然ジュリエッタに告白して深道を驚かせ、戦いでも圧倒する。その後、ジュリエッタが愛する摩季に殺意すら帯びて戦いを挑むが、エアマスターとして覚醒した摩季の前に敗れる。崎山とともに、摩季の精神的成長のキーキャラクター。同じ強者として初戦時から摩季とはシンパシーを感じ合っていたようであり、テレビアニメ版のクライマックスでは摩季と共闘して渺茫に挑んでいる。
『ハチワンダイバー』では鬼将会の首魁谷生の命を狙う殺し屋として登場。将棋トーナメントに突如降臨し、将棋知識皆無ながらプロ棋士のバックアップを受けて仮面をかぶって「かなしいいろやねん」を名乗り、鬼将会の指し手「神」と対局する。ジョンスと同じく、回想のフラッシュバックにてエアマスターのワンシーンが用いられている。
小西 良徳（こにし よしのり）
声 - 小西克幸
「サブミッションハンター」を自称する関節技の達人で、『谷仮面』に登場したコニオの弟。当時のランキング3位だった稲垣直人（ジークンドーの達人）を瞬殺し、深道ランキング3位となる。佐伯四郎にも勝利した後、“完璧な自分”を目指してジュリエッタと戦い、その戦いの中でついに“完璧な自分”とシンクロするに至る。しかし、両足と右腕を折られながらも活動を止めないジュリエッタに蹴り飛ばされ、試合結果は引き分けに終わった。この戦いをきっかけに小西は精神的平衡を失い、ランキングを無視して次々に深道ランカーを狩り始める。その最中、インドから帰ってきた伸之助と出会い、同撃酔拳の前に何もできずに敗北する。獣の精神に至るまで先鋭化した状態で参戦したバトルロイヤルでは、伸之助との再戦中、乱入してきた渺茫の一瞬の隙を突いてチョークスリーパーで締め落とす。渺茫から受けたダメージを物ともせず、伸之助のアキレス腱を破壊するが、最後は紙一重の差でとどめに持ち込めず、伸之助の圧倒的な散打の前に沈んだ。
深道バトルロイヤル後は兄コニオと共に月雄が買い取ったアパート月雄荘の住人となっているが兄弟共々居留守を使って家賃は滞納している。
ジョンス・リー
深道ランキング2位で、八極拳の使い手。八極拳士として一撃必殺の拳に誇りをもっており、現代の李書文を体現したかのような存在。ホスト風のスーツと白いローファーがトレードマーク。渺茫と対戦するまでは、彼の打撃を3発以上受けて立っていたものはいなかったらしく、ランキング上位者の尾形小路や駒田シゲオを一撃で撃破するほどの実力者。
満を持して姿を現した1位の渺茫と対戦し、その圧倒的な耐久力と大技小技を使い分ける技術により敗北寸前まで追い込まれるものの、最大の勁を打ち込んで逆転勝利を収め、深道ランキング2位から1位に昇格する（ただし、その後渺茫は何事もなかったかのように立ちあがっている）。
その後バトルロイヤルにおいて、先代の渺茫たちが集合した「十五漢渺茫」と対決。八極拳対決では勝利を収めたものの、全ての技を駆使し始めた渺茫に敗北する。
テレビアニメ版には登場しない。『ハチワンダイバー』にも登場している。
渺茫（びょうぼう）
声 - 西凛太朗
渺茫とは、その時代の“最強”を代々引き継いできた男たちの総称で、作中の渺茫は15代目の“渺十五”である。単体では正確無比な打撃と驚異的な打たれ強さを持つトップクラスのストリートファイターだが、歴代の渺茫が「集合」（憑依）して「十五漢渺茫」となることで過去の渺茫たちの技（風の拳、発勁など）が使えるようになり、耐久力も大幅にアップして、完璧な強さを持つようになる。集合してから最大の力を発揮するまでにはある程度ウォーミングアップも必要なようで、最大の力を発揮できる状態では、さらに筋肉の量が増し、まるで亀のように背筋が盛り上がっている。
渺茫としての「勝利を約束された力」に対して憂いを持っているが、それと同時にその強さに対するプライドも持っている。しかしながら、それでもなお強さに対して貪欲であり、自分より格下相手であっても、得るものがあれば学ぶ姿勢を見せている。
渺十五単体ではリーと小西に敗北しているが、バトルロイヤルの後半で「十五漢渺茫」となり、ウォーミングアップの段階で佐伯四郎や坂本ジュリエッタを撃破し、最大戦力を持ってリーや金次郎、摩季などの強敵を次々と撃破する。その後、深道クエストにて死力を尽くした深道によって一度は倒されるが、その後暴走し、「エアマスター」としての摩季と精神世界において雌雄を決することになる。
テレビアニメ版では、摩季と皆口由紀の2人を相手に圧倒的な強さを見せ、皆口由紀を倒し、「エアマスター」として覚醒した摩季との最後の闘いでも摩季に勝利し（勝敗は描かれていないが、摩季自身が負けを認めている）、摩季にとって最後に倒すべき最強の相手として立ちはだかっている。
彰子
声 - 皆口裕子
渺茫に影の如く寄り添う美少女。霊的な素養があり、渺茫が「十五漢渺茫」となるための触媒のような役割を果たす。心から渺茫を愛している様子。

### その他
姫森 聖子（ひめもり さとこ）
登場は原作のみ。摩季が通う学校の教師で、摩季のクラスの担任。クールな美女だが、摩季の父、佐伯四郎のことを学生時代から憧れ続けていたため、四郎の前では恋する乙女となってしまう。紐と棒を組み合わせた特製の武器を携帯しており、そこいらの不良程度なら簡単に倒せる力を持っている。
松林小路 梅乃（まつばやしこうじ うめの）
登場は原作のみ。中ノ谷美奈と同じ学校に通っている。バスト102センチの巨乳の持ち主で、才色兼備なお嬢様。美奈のことを一方的にライバル視していて、何かと張り合っているが、彼女からは相手にされていない。
内海 美加（うつみ みか）
声 - 笠原留美
ジュリエッタの（自称）恋人の1人。インディーズ時代から注目され、メジャーデビューした歌手。ジュリエッタの（自称）恋人たちは、お互いに張り合っているものの、仲は良い。
野々 楽子（のの らくこ）
声 - 豊嶋真千子
ジュリエッタの（自称）恋人の1人。ファッション誌の表紙を飾れる程の人気モデル。
石毛 まさみ（いしげ まさみ）
声 - 井上美紀
ジュリエッタの（自称）恋人の1人。南条レモンというペンネームの人気小説家で、3人の中で一番裕福。諸事情でジュリエッタから「代筆の代筆」を任されたこともある。
カシオ
自称哲学者。ストリーファイトを研究しているらしい。集中すれば痛覚を伝えないようにできる。
深道バトルロイヤル後、月雄が買い取ったアパート月雄荘の住人となっているが居留守を使って家賃は滞納している。
美奈の兄
原作のみに登場。名前は不明。髪型・雰囲気・癖がガルマ・ザビに似ている。超シスコンで、妹と結婚したいと父親に告白したため、ロンドンへ留学させられた。父親に内緒で帰国し、その際、美奈から好きな人（摩季）がいると告げられ、相当なショックを受けたが、相手が女なのでまだ脈はあると思っている。結局、勝手に帰国したことが父親にバレてしまい、再びロンドンへ送り返された。深道バトルロイヤル中に美奈と共に買い物をしていたが置き去りにされている。
ジュ季（ジュき）
原作の単行本26巻から28巻の描き下ろしに登場。摩季の夢の中に現れ、摩季と闘う。摩季よりも背が高く体格も上回っている。実は、坂本ジュリエッタとの間に産まれるであろう摩季の娘。

## 主な用語

### 深道ランキング
深道ランキングとは、日本中のストリートファイターの強さをランキングで格付し、彼らの路上での戦いを格闘マニア向けにインターネット配信し、その勝敗を会員の賭けの対象とするブックメーカーも行う組織である。日本中に会員が存在し、そのおかげでランカーたちの賞金は莫大な額になっている。深道の経営手腕やエンターテイナー性によって、絶大な人気と膨大な利益を上げている。しかしその実態は、究極を体現した男である渺茫を倒せる人材の発掘、深道本人の退屈を紛らわせることを目的とした組織である。深道自身がすべてのマッチメイクやスカウトを行い、イベントなども定期的に行っている模様である。試合が行われる場所には必ずと言っていいほどカメラマンか、監視カメラで撮影が行われている。
以下は本作にて行われたイベントの詳細を記述する。

### 深道トーナメント
試合は基本的にトーナメント方式で行われ、選手には深道お手製のGPSが渡され、自分の対戦相手の居場所がわかるようになっている。ランキングの低いものが高いものに挑んでいき、最終的に勝ち残った者が1位の渺茫に挑めるという形であった。しかし会員の要望に深道が答える形で、深道（弟）を坂本ジュリエッタに差し替えたり、本来当たるはずではなかった皆口由紀と相川摩季を急遽マッチメイクしたりしていた。
参加資格
ランキング10位以内（ただし、会員の要望により10位以下も参加させる可能性がある）
試合会場
町のどこか

### 深道バトルロイヤル
参加者はランカーなら誰でもOKな上に、グループ・部外者の参加さえも深道によって容認されていた。この企画の意図は、通常一対一で勝負した場合、渺茫が勝利することは目に見えているため、どうにかして渺茫は倒せないかという深道の願望によるものであった。結果的には、渺茫の最強を証明する結果に終わったが、深道の意思により敗退しながらも未だ戦う意思のあるランカーを集めて「ラスボス」である渺茫を倒す「深道クエスト」に発展していく。ただし、深道クエストに移行後も、バトルロイヤルのルールは継続している。
参加資格
ランカー全員
試合会場
街の中の廃校舎
勝利条件
最後に屋上に立っていた人

### 深道クエスト
深道クエストとは、深道により企画されたバトルロイヤルが渺茫の優勝によって幕が下りる「想定通り」の結果をよしとせず、深道が組織したグループで渺茫を倒すことを目指した企画である。渺茫がエアマスターを倒した時点で、深道は渺茫の優勝を確信したが、その結果に満足しきれなかったため、自らメンバーを集めて渺茫を倒すことをめざしたのである。深道は長戸も誘うつもりだったが、金次郎の膝枕で天国に行きそうなほど幸せな顔をしていたため、遠慮したようである。
メンバー
- 深道（兄）
- 尾形小路
- 屋敷俊
- 武月雄
- サンパギータ・カイ

### 栄光の月雄荘
大家
武月雄
住人
浦木、山木田、コニオ、小西良徳、サンパギータ・カイ、芹口トミコ、戸叶、カシオ、駒田シゲオ、三島 麗一
家賃納入方法
直接受け渡し（大家による催促）
深道クエストに参加した月雄がその報酬である1100万を使い、購入、リフォームしたアパート。破格の家賃だが住人のほとんどが家賃催促を居留守を使って滞納しているため、ダメオーナーという理由で崎山にアパートを乗っ取られかけたこともある。

## アニメ
日本テレビにて、2003年4月2日から10月1日にかけて深夜枠でテレビアニメが放送された。アニメ版が放送された時点で、まだ原作が終了していなかったため、終盤のストーリーの変更など、独自の展開がなされている。アニメーション制作は東映アニメーション、監督は西尾大介。
なお、日本テレビが東映アニメの制作に参加するのは『キン肉マン キン肉星王位争奪編』以来約11年ぶりとなった。

### スタッフ
- 原作 - 柴田ヨクサル（白泉社刊「ヤングアニマル」連載）
- シリーズディレクター - 西尾大介
- シリーズ構成 - 横手美智子
- キャラクターデザイン・総作画監督 - 馬越嘉彦
- 美術デザイン - 行信三
- 色彩設計 - 佐久間ヨシ子
- 音楽 - 平野義久
- 音楽プロデューサー - 千石一成
- プロデューサー - 山下洋、田村学、木戸睦
- 製作担当 - 本間修
- 製作協力 - 東映
- 製作 - 日本テレビ、VAP、東映アニメーション

### 主題歌
オープニングテーマ「烈の瞬」
作詞・作曲 - 鹿島公行 / 編曲・歌  - ジャパハリネット
エンディングテーマ「ROLLING1000tOON」
作詞・作曲 - マキシマムザ亮君 / 編曲・歌 - マキシマム ザ ホルモン

### 各話リスト
| 話数 | サブタイトル                 | 脚本              | 演出     | 作画監督                   | 美術監督   | 放送日        |
| ---- | ---------------------------- | ----------------- | -------- | -------------------------- | ---------- | ------------- |
| 1    | 飛べ! エアマスター           | 横手美智子        | 小村敏明 | 石川晋吾                   | 杦浦正一郎 | 2003年 4月2日 |
| 2    | 吠えろ! 崎山香織!!           | 藤井文弥          | 伊藤尚往 | 山本郷 武田和久 袴田裕二   | 吉田智子   | 4月9日        |
| 3    | 挑め! 時田伸之助             | 広平虫            | 今村隆寛 | 黒柳賢治                   | 杦浦正一郎 | 4月16日       |
| 4    | 目立て! 月雄と麗一           | 藤井文弥          | 古賀豪   | 飯島秀一 袴田裕二          | 吉田智子   | 4月23日       |
| 5    | 唱え! 坂本ジュリエッタ       | 横手美智子        | 吉澤孝男 | 大西陽一                   | 杦浦正一郎 | 4月30日       |
| 6    | ノってけ! 摩季               | 横手美智子        | 中島豊   | 南町三十郎                 | 吉田智子   | 5月7日        |
| 7    | 二度と言わせるな!            | 横手美智子        | 伊藤尚往 | 岡本正弘 飯島秀一          | 杦浦正一郎 | 5月14日       |
| 8    | 轟け! 中ノ谷美奈             | 川崎美羽          | 大西景介 | 飯飼一幸                   | 徳重賢     | 5月21日       |
| 9    | 進め! 黒正義誠意連合         | 広平虫            | 今村隆寛 | 世田二郎 武口憲二          | 清水まこと | 5月28日       |
| 10   | 燃えろ! 北枝金次郎           | 広平虫            | 吉澤孝男 | 大西陽一                   | 飯島由樹子 | 6月4日        |
| 11   | たたみこめ! 摩季対金次郎     | 広平虫            | 石踊宏   | 渋谷一彦                   | 常盤庄司   | 6月11日       |
| 12   | 名のれ! ファミレスラーズ     | 藤井文弥          | 中島豊   | 市川慶一                   | 飯島由樹子 | 6月18日       |
| 13   | 輝け! スカイスター           | 藤井文弥          | 古賀豪   | 黒柳賢治                   | 吉田智子   | 6月25日       |
| 14   | 突きぬけろ! カイと摩季       | 藤井文弥          | 大西景介 | 飯飼一幸                   | 飯島由樹子 | 7月2日        |
| 15   | 征服せよ! 女帝ゴキ           | 川崎美羽          | 伊藤尚往 | 大西陽一                   | 吉田智子   | 7月9日        |
| 16   | 戦え! 深道ランキング         | 横手美智子        | 西尾大介 | 飯島秀一 黒柳賢治 服部益美 | 飯島由樹子 | 7月16日       |
| 17   | 集え! ストリートファイターズ | 横手美智子        | 吉澤孝男 | 石井久志                   | 清水まこと | 7月23日       |
| 18   | コスプれ! 駒田シゲオ         | 広平虫            | 小山賢   | 小林一三                   | 飯島由樹子 | 7月30日       |
| 19   | 忍べ! 尾形小路               | 川崎美羽          | 石踊宏   | 向山祐治                   | 吉田智子   | 8月6日        |
| 20   | ぶつかれ! カイ対金次郎       | 広平虫            | 今村隆寛 | 爲我井克美                 | 飯島由樹子 | 8月13日       |
| 21   | しゃべらせろ! 深道（弟）     | 川崎美羽          | 伊藤尚往 | 市川慶一                   | 吉田智子   | 8月20日       |
| 22   | 打ち上げろ! 炎のランカー     | 広平虫            | 古賀豪   | 黒柳賢治                   | 飯島由樹子 | 8月27日       |
| 23   | 切り裂け! 皆口由紀           | 川崎美羽 藤井文弥 | 吉澤孝男 | 服部益美                   | 清水まこと | 9月3日        |
| 24   | 焼け! 肉                     | 藤井文弥          | 大西景介 | 飯飼一幸                   | 飯島由樹子 | 9月10日       |
| 25   | 壊せ! 小西対ジュリエッタ     | 横手美智子        | 中島豊   | 渡辺秀樹                   | 吉田智子   | 9月17日       |
| 26   | 感じろ! 闘いの風             | 広平虫            | 今村隆寛 | 市川慶一                   | 飯島由樹子 | 9月24日       |
| 27   | 飛べ! 相川摩季               | 横手美智子        | 西尾大介 | 爲我井克美                 | 清水まこと | 10月1日       |

### 放送局
| 放送期間                     | 放送時間                     | 放送局         | 対象地域   | 備考   |
| ---------------------------- | ---------------------------- | -------------- | ---------- | ------ |
| 2003年4月2日 - 10月1日       | 水曜 0:58 - 1:28（火曜深夜） | 日本テレビ     | 関東広域圏 | 製作局 |
| 不明                         | 火曜 1:33 - 2:03（月曜深夜） | 長崎国際テレビ | 長崎県     |        |
| 2003年4月10日 - 10月9日      | 木曜 1:28 - 1:58（水曜深夜） | ミヤギテレビ   | 宮城県     |        |
| 2003年6月8日 - 12月21日      | 不明                         | よみうりテレビ | 近畿広域圏 |        |
| 2003年10月1日 - 2004年4月7日 | 火曜 2:38 - 3:08             | 中京テレビ     | 中京広域圏 |        |